# Louis Bonnel
Pour les articles homonymes, voir Bonnel.
Louis Bonnel, né le 21 juin 1946 à Montpellier, est un joueur de football français. Il évoluait au poste de milieu de terrain.

## Carrière
Louis Bonnel commence sa carrière professionnelle à l'AS Béziers en deuxième division en 1965. Il joue ensuite à l'Olympique de Marseille de 1966 à 1967, disputant sa seule saison de sa carrière en première division avec quatre apparitions.
Il évolue ensuite au Nîmes Olympique de 1967 à 1968 et à l'AS Béziers de 1968 à 1969. Le 9 octobre 1968, il marque un doublé en Division 2 face au club d'Avignon. Il joue ensuite à la SSMC Miramas de 1969 à 1970, avant de rejoindre l'AC Arles pour deux saisons.
Le reste de sa carrière est effectué au niveau amateur, à la SSMC Miramas de 1972 à 1979 puis de 1981 à 1985, et à l'Aubagne FC de 1979 à 1981.

## Statistiques
Au cours de sa carrière, Louis Bonnel dispute 4 matchs en Division 1 et 111 matchs en Division 2.